# Bein'BAD
Bein'BAD（ビーインバッド）は、日本のラジオ局FM-FUJIで2003年10月5日から2008年9月28日まで毎週日曜日に放送していたラジオ番組。海外の洋楽アーティストのヒット曲を中心に、最新の音楽情報を発信していた。
2021年4月3日より、再度放送開始。

## 概略
2003年10月5日、毎週日曜日22:00〜22:30の枠で放送開始。スタート当初から洋楽にこだわり、アーティストのヒット曲・最新情報を放送してきた。その後2008年4月『ROCKADOM』の時間枠移動（金曜19:00〜22:00→日曜20:00〜22:30）に伴って4月6日より18:30〜18:55に放送時間が早まり5分短縮、9月28日を最後に丸5年、全260回にわたる放送を終了した。後番組は、第1回放送と同じ10月5日スタートで『MUSIC WIRE』（DJ：針谷衣織里）を放送中。
2021年4月3日より、毎週土曜日13:00～16:00の枠で再度放送開始。パーソナリティは山川牧。『Hits!! M-Chain』の後番組で、『COUNTDOWN CONNECTIONS』『SUPER HITS TOP40』からの流れを汲み、邦楽と洋楽の最新ヒット曲をFM FUJI『Weekly Music Ranking』を元にカウントダウン形式で紹介。東京・代々木にあるSTUDIO ViViD から毎週生放送している。

## DJ
- マリア袈里 (2003年 - 2008年)
- 山川牧 (2021年 - )

## 放送時間
2021年 - 現在
- 土曜 13:00 - 15:53 (2021年4月3日 - )

2003年 - 2008年
- 日曜 22:00 - 22:30 (2003年10月5日 - 2008年3月30日)
- 日曜 18:30 - 18:55 (2008年4月6日 - 9月28日)